# Příčina
Příčina (en allemand : Fleißgrund) est une commune du district de Rakovník, dans la région de Bohême-Centrale, en République tchèque. Sa population s'élevait à 212 habitants en 2020.

## Géographie
Příčina se trouve à 7 km au sud-ouest de Rakovník et à 56 km à l'ouest de Prague.
La commune est limitée par Senomaty au nord, par Senec à l'est, par Hvozd au sud, et par Petrovice à l'ouest.

## Histoire
La première mention écrite de la localité date de 1357.

## Transports
Par la route, Příčina se trouve à 8 km de Rakovník et à 66 km du centre de Prague.